# Poleská státní radiačně-ekologická rezervace
Poleská státní radiačně-ekologická rezervace je přírodní území v Bělorusku, které bylo nejvíce zasaženo radioaktivním spadem z jaderné elektrárny Černobyl po její havárii. Rezervace sousedí s ukrajinskou zónou, která byla vytvořena ze stejného důvodu.

## Historie
Dva roky po černobylské havárii byla běloruská část černobylské zóny rozšířená o další, vysoce kontaminované území. V Bělorusku poté vznikla uzavřená přírodní rezervace o rozloze 1313 km². Rezervace byla založena 18. července 1988. V ní se provádějí různá opatření, aby se minimalizoval přenos radioaktivních látek mimo rezervaci a také zde probíhá výzkum a studium ionizujícího záření a jeho účinky na faunu a flóru. V roce 1993 byla rozšířena o dalších 849 km² na celkových 2150 km², čímž se stala největším běloruským územím chránícím přírodu a jednou z největších rezervací v celé Evropě.

## Vznik rezervace
Rezervace vznikla v nejvíce postižených oblastech u obcí Brahin, Naroŭlja a Chojniki v Homelské oblasti (viz obrázek). Před havárii zde žilo více než 22 tisíc obyvatel v 96 obcích.
Správa PSRER se nachází ve městě Chojniki, zaměstnává více než 700 lidí a roční náklady na správu se pohybují kolem 4 miliónů dolarů (80 milionů Kč).

## Hlavní cíle
Hlavním cílem PSRER je chránit veřejnost před nepříznivými účinky ionizujícího záření zamořeného prostoru. Zaměstnanci, vědci a biologové mají proto za cíl provádět na území rezervace tyto hlavní činnosti:
- Provádět opatření, která mají zabrání přenosu radionuklidů do okolních oblastí mimo území PSRER.
- Monitorovat radiační situaci v životním prostředí (vzduch, voda, půda, rostliny a živočichové).
- Provádět radiobiologický výzkum a vývoj účinných dekontaminačních technologií pro půdu kontaminovanou radionuklidy.
- Ochrana proti nepovolanému vniknutí do PSRER a požární ochrana.
- Zalesňovat půdu, aby se zabránilo vzdušným a vodním erozím.

## Fauna a flóra
Uzavřená rezervace je tedy pod stálým dohledem vědců a biologů. Lidský zásah je minimální a probíhají zde pouze nejnutnější práce spojené s ochranou lesů před škůdci a požáry. Od svého založení vzniklo v rezervaci přibližně 5000 hektarů nových lesů, které byly osázeny mladými duby, borovicemi a podobně.
Svojí uzavřeností a omezeným přístupem lidí se stala rezervace domovem mnoha vzácných a ohrožených druhů fauny a flóry. Správa PSRER uvádí, že zde žije přibližně 7 druhů plazů, 11 druhů obojživelníků, 46 druhů savců, 213 druhů ptáků a 25 druhů ryb. Z tohoto celkového množství je více než 70 druhů vzácných a jsou uvedené v běloruské, nebo světové červené knize ohrožených druhů a jsou tedy chráněni mezinárodními úmluvami. Vyskytují se zde například medvědi, lišky, jezevci, koně Převalského, plži, bizoni, čápi černí, želvy bahenní, orli skalní a také orli mořští. Je zde také zaznamenáno přes 1250 druhů rostlin, z nichž 18 je vzácných.